# Mohamed Abdelaziz
Mohamed Abdelaziz (in arabo محمد عبد العزيز‎?; Marrakech, 17 agosto 1947 – Tindouf, 31 maggio 2016) è stato un politico sahrāwī, è stato il Segretario Generale del Fronte Polisario e il presidente in esilio della Repubblica Democratica Araba dei Sahrawi.

## Biografia
Mohamed Abdelaziz nacque nella città marocchina di Marrakech il 17 agosto 1948, iniziando gli studi nella città natale. Nel 1968 fonda con altri il Movimiento Nacional de Liberación Saharaui guidato da Mohamed Sidi Brahim Basiri. Fu il primo movimento ad utilizzare la lotta armata contro il colonialismo spagnolo. Nel 1973 fu uno dei fondatori del Frente Por la Liberación de Saguia El Hamra y Río de Oro (il Fronte Polisario), diventando uno dei membri dell'ufficio politico.
Nel 1974, al secondo congresso del Fronte Polisario, fu nominato, sempre all'interno dell'ufficio politico, responsabile dell'organizzazione politica clandestina del Fronte. Dal disimpegno spagnolo (1976) fino al 1978 diresse una regione militare durante la guerra contro il Marocco e la Mauritania.
Il 30 agosto 1978, alla fine del terzo congresso del Fronte Polisario, fu eletto Segretario Generale del movimento, al posto di Mahfud Ali Beiba, che era diventato Segretario Generale ad interim dopo la morte di El Ouali Mustafa Sayed. Abdelaziz fu eletto anche presidente della Repubblica Araba Saharawi Democratica (RASD). Mantenne entrambe le cariche fino alla morte, venendo confermato in otto elezioni consecutive.
Coordinò la scrittura della prima costituzione della RASD. Essendo in esilio, visse nei campi dei rifugiati saharawi di Tindouf, in Algeria.
Morì il 31 maggio 2016 all'età di 68 anni, dopo una lunga lotta contro il cancro.

## Profilo politico
È stato considerato un nazionalista laico. Ha condotto il Polisario e la RASD verso un compromesso politico con la legalità internazionale, soprattutto firmando e sostenendo il piano delle Nazioni Unite (Piano Baker) nel 2003. Attraverso la sua guida politica il Fronte ha modificato l'iniziale impostazione moderatamente socialista, proponendo una forma statale organizzata secondo i principi della democrazia liberale e parlamentare, includendo espressamente la democrazia multipartica nella fase di transizione è presente solo un partito) e l'economia di mercato. Per questo, ha trovato appoggio anche da parte dei paesi occidentali, Stati Uniti e i paesi dell'Unione europea, ma senza aver raggiunto i suoi obiettivi principali.
Ha condannato regolarmente il terrorismo, ha portato il Polisario dal 1991 alla guerra limpia che è l'unica resistenza che applica in pieno principi non violenti. Ha posto una particolare attenzione nel portare solidarietà ai popoli ed ai governi oggetto di attentati terroristici compreso il popolo ed il governo marocchino dopo l'attentato di Casablanca.
Una minoranza del Fronte Polisario lo ha criticato per aver impedito le riforme e per la sua scelta radicale nel proseguire la via diplomatica, nonostante questa sia stata non fruttuosa, rifiutando il ritorno alla lotta armata. Nel 2005 ha portato il Fronte ad intensificare l'azione non violenta nei territori occupati iniziando quella che si chiama l'intifada non violenta e incrementando i contatti diplomatici con stati ed organizzazioni al fine di ottenere in tempi rapidi il referendum di autodeterminazione previsto dalle Nazioni Unite.